# Onekotan
Onekotán (en ruso: Онекотан; en japonés: おねこたん) es una isla en el archipiélago de las islas Kuriles. Tiene una superficie de 425 km². Pertenece al grupo de las Kuriles septentrionales. 

## Geografía
La isla de Onekotán se encuentra entre las coordenadas geográficas siguientes:
- latitud: 49°16' y 49°38' N,
- longitud: 154°37' y 154°54' E,
- máxima altitud: 1324 m s. n. m.

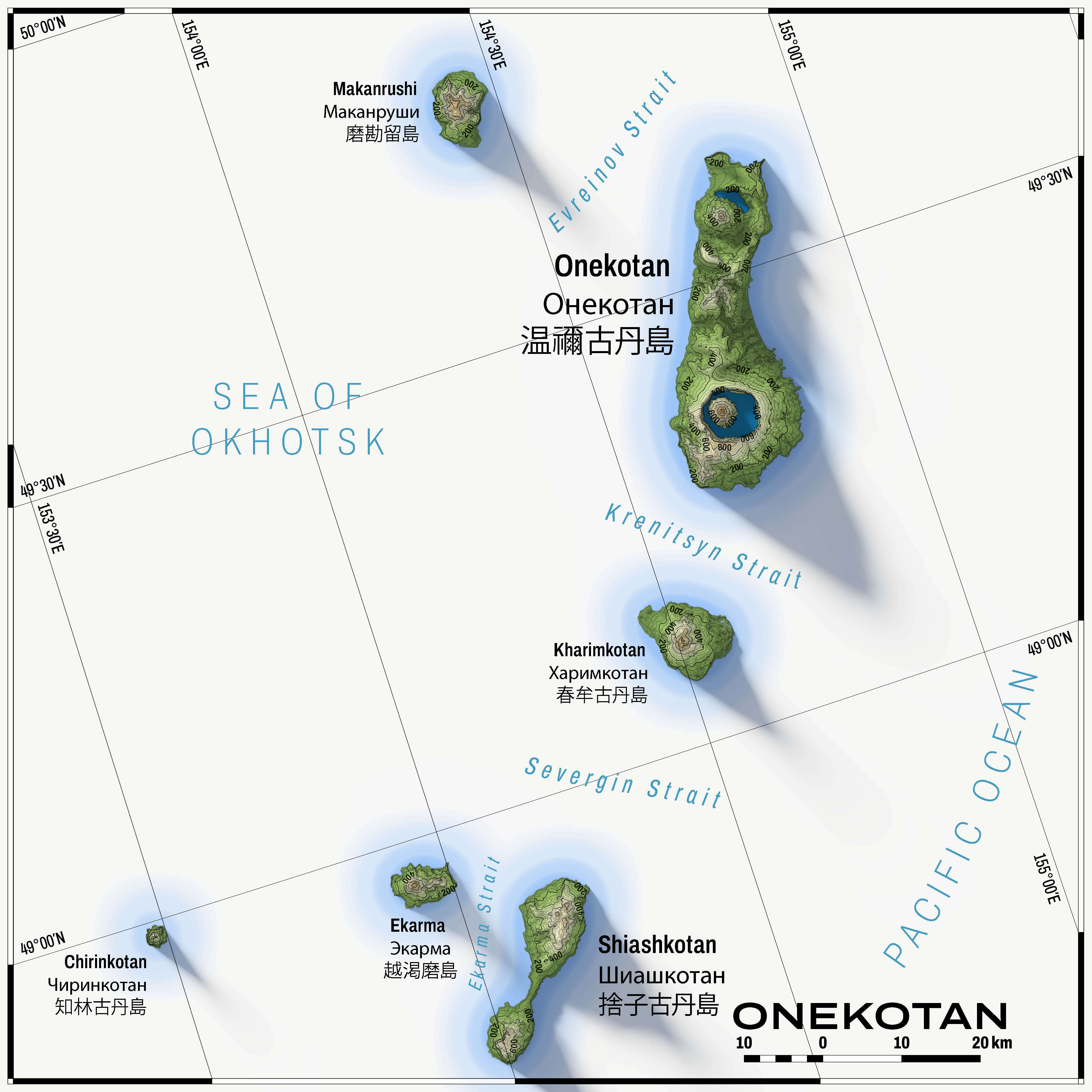
Mapa de Onekotán y islas cercanas

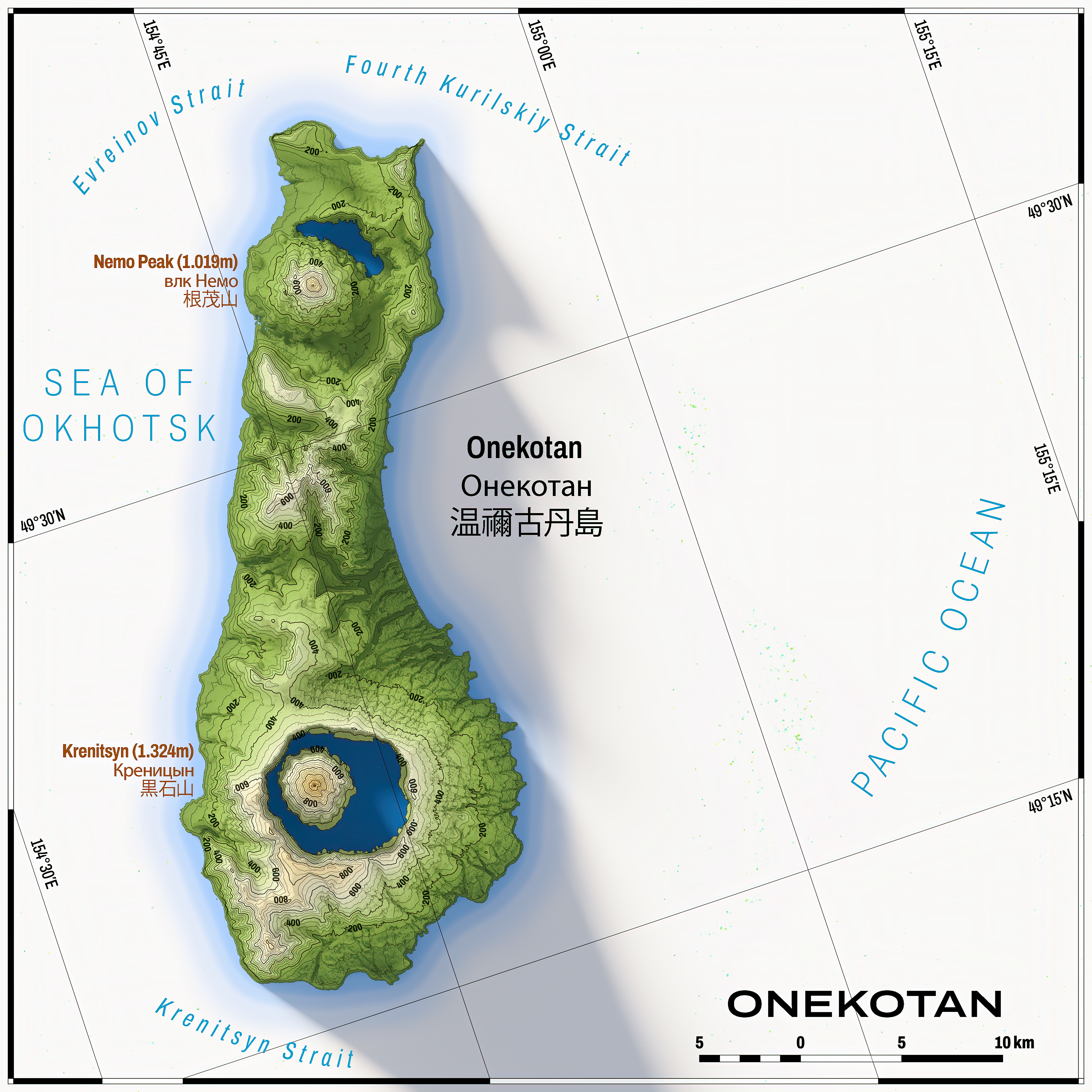
Mapa detallado de Onekotán

Al noroeste se encuentra la isla Makanrushi, separada por el estrecho de Evréinov, al noreste la isla Paramushir, por el Cuarto Estrecho de las Kuriles y al suroeste la isla Jarimkotán, por el estrecho de Krenitsyn.
Administrativamente es controlada por el óblast de Sajalín.
- Datos: Q1043134
- Multimedia: Onekotan / Q1043134